# 久保井七豊
久保井 七豊（くぼい ななと、2004年7月23日 - ）は、日本の子役、タレント。東京都出身。キリンプロ所属。

## 略歴
2005年、『ベビーザらス』のスチルに赤ちゃんモデルとしてデビューする。

## 出演

### テレビドラマ
- 金曜エンタテイメント 元泥助川六郎のご町内防犯パトロール（2005年、フジテレビ）六郎（幼少） 役

### その他のテレビ番組
- いないいないばあっ!（2006年 - ?、NHK教育）

### 映画
- 美代子阿佐ヶ谷気分（2008年）

### CM
- 聖コーポレーション（2008年）

### スチール
- ベビーザらス（2005年）